# Хана Кърни
Хана Кърни (на английски: Hannah Kearney) е американска състезателка по ски свободен стил.
Тя е олимпийска (2010) и световна шампионка (2005) в дисциплината бабунки. Дебютира на олимпийските игри през 2006 година в Торино. След не много добро първо спускане, остава извън първите 20 и по този начин не се квалифицира за финала. На зимните олимпийски игри във Ванкувър през 2010 година влиза с най-добър резултат във финала. Тя се спуска последна от всички участнички и с почти перфектно изпълнение измества на второ място състезателката на Канада – Дженифър Хейл.